# Sab Shimono
Sab Shimono est un acteur américain d'origine japonaise né le 31 juillet 1943 à Sacramento, Californie (États-Unis).

## Biographie
Sab Shimono est un Nippo-Américain, né Saburō Shimono (下野 三郎) à Sacramento en Californie. Il est le fils des propriétaires d'un restaurant, Edith Mary (née Otani) et Masauchi Shimono. Sab Shimono est le frère jumeau du Dr. Jiro Shimono, directeur du centre psychiatrique du Delaware. Sab est diplômé de l'Université de Californie à Berkeley.

## Filmographie

### au cinéma
- 1970 : Loving : Byron
- 1971 : L'Hôpital
- 1972 : Parades : Togo
- 1976 : La Bataille de Midway : Lt. Tomonaga
- 1978 : Rabbit Test : Le dirigeant chinois
- 1981 : Nice Dreams : L'homme au restaurant chinois
- 1982 : À armes égales : Toshio Yoshida et le fils de Toru
- 1984 : Where the Toys Come from : Kenji et le designer
- 1986 : Gung Ho, du saké dans le moteur : Saito
- 1987 : Boire et Déboires : M. Yakamoto
- 1988 : The Wash (en) : Sadao
- 1990 : Présumé innocent : Kumagai
- 1990 : Bienvenue au Paradis : Hiroshi Kawamura
- 1993 : Silent Cries : Natsume
- 1993 : Les Tortues Ninja 3 : Seigneur Norinaga
- 1993 : Suture : Dr. Max Shinoda
- 1994 : Les trois ninjas contre-attaquent : Koga
- 1994 : The Shadow : Dr. Roy Tam
- 1995 : Waterworld de Kevin Reynolds : L'ancien
- 1996 : Ancestors in the Americas: Coolies, Sailors, Settlers : Lui-même et le narrateur
- 1997 : Paradise Road : Colonel Hirota
- 1998 : Big Hit : Jiro Nishi
- 1998 : Frank Lloyd Wright
- 1999 : Life Tastes Good : Harry Sado
- 2000 : Luminarias de José Luis Valenzuela : Le père de Lu
- 2001 : Ice Planet : Karteez Rumla
- 2002 : Tomato and Eggs : Mr. Wang
- 2002 : A Tradition of Honor : Le narrateur
- 2003 : Robot Stories : John
- 2004 : Worlds Apart : Teijo
- 2004 : Harlequin : Le narrateur
- 2005 : Pawns of the King : Kazuo
- 2006 : Americanese : Wood Ding
- 2006 : Southland Tales : Hideo Takehashi
- 2006 : Clark and Michael : Le conducteur
- 2007 : Mamo's Weeds : Dr. Weed
- 2008 : The Sensei : Taki Nakano
- 2009 : Half Kenneth : Takahiro
- 2009 : Les deux font la père : Yoshiro Nishamura
- 2009 : Scooby-Doo and the Samurai Sword : M. Takagawa (voix)
- 2010 : The Arcadian : Moto

### à la télévision
- 1973 : Pueblo : L'officier nord-coréen
- 1977 : Les Têtes brûlées (1 épisode) : Le commandant de la bombe
- 1978-1980 : M*A*S*H (2 épisodes) : Jin et Kwang
- 1979 : La Conquête de l'Ouest (1 épisode) : Cook
- 1980-1981 : Quincy (2 épisode) : Tokamo
- 1981 : La Famille des collines (1 épisode) : Caporal Kyomo
- 1982 : Frank, chasseur de fauves (2 épisode) : Nakamoto
- 1982 : Cagney et Lacey (1 épisode) : Cunningham
- 1982 : Pour l'amour du risque (1 épisode) : Koji
- 1982-1986 : Les Enquêtes de Remington Steele (2 épisodes) : Sam Kuromatsu et Kenji Ito
- 1983 : K 2000 (1 épisode) : Hito Osaka
- 1983 : Jake Cutter (1 épisode) : Général Anago
- 1984 : Santa Barbara (1 épisode) : Le gardien
- 1985 : Supercopter (1 épisode) : Ko
- 1985 : Tonnerre mécanique (1 épisode)
- 1985 : Hôtel (1 épisode) : Inspecteur James Matsuoka
- 1986-1987 : Gung Ho (en) : M. Saito
- 1988 : Max Headroom (1 épisode) : Pat Zein
- 1989 : Côte Ouest (1 épisode) : Le pharmacien
- 1991-2007 : Les Simpson (3 épisodes) :
  - Un poisson nommé Fugu : Maître Sushi
  - Je crois en Marge : M. Scintillant
  - Les Aqua-tics : Voix additionnelles
- 1994 : All-American Girl (1 épisode) : Sammy
- 1994 : X-Files : Aux frontières du réel (épisode Excelsis Dei) : Gung Bituen
- 1996 : The Steve Harvey Show (1 épisode) : Bobby Wrong
- 1996 : Seinfeld (1 épisode) : L'exécuteur
- 1996 : Urgences (1 épisode) : Dr. Okida
- 1999 : Jack and Jill (1 épisode) : M. Tanaka
- 2000-2005 : Jackie Chan : Oncle
- 2001-2003 : Samouraï Jack (3 épisodes) : L'Empereur (voix)
- 2006 : La Ligue des justiciers (Justice League) (1 épisode) : Le garde et le maître
- 2007 : Mon oncle Charlie (1 épisode) : Hiroshi
- 2007 : Legion of Super-Heroes (1 épisode) : K3NT
- 2005-2007 : Avatar, le dernier maître de l'air (6 épisodes) : Maître Yu et Gyatso (voix)
- 2007 : Ben 10: Course contre la montre : Un vieillard
- 2010 : The Boondocks (1 épisode) : M. Long-dou (voix)
- 2010 : Mad Men (1 épisode) : Ichiro Kamura

### dans les jeux vidéo
- 2001 : Throne of Darkness
- 2001 : Jacky Chan Aventures : Oncle
- 2002 : Bruce Lee : Le maître et voix additionnelles
- 2009 : Indiana Jones and the Staff of Kings : Archie Tan (voix)